# BAR 006
El BAR 006 fue un monoplaza de Fórmula 1 que compitió en la temporada 2004. El coche fue conducido por Jenson Button y Takuma Satō, y el piloto oficial de pruebas fue Anthony Davidson. El equipo British American Racing terminó segundo en el campeonato, 143 puntos detrás de Ferrari y 14 frente a Renault. El BAR 006 fue lanzado oficialmente en el Circuito de Barcelona-Cataluña, España.

## Temporada 2004
Desde el comienzo de la temporada, el coche demostró ser muy competitivo, con Jenson Button anotando diez podios y desafiando la victoria en muchas ocasiones, especialmente en Italia. Sin embargo, a pesar del evidente potencial de victoria del auto, ninguno de los dos anotó durante la temporada.

A pesar de ser posiblemente el segundo auto más rápido en la parrilla, todavía estaba lejos de Ferrari que ganó todas las carreras menos tres del año. Sin embargo, BAR logró el segundo lugar en el Campeonato de Constructores después de una pelea cerrada con Renault durante todo el año y Button, que muchos propinaron como piloto del año, obtuvo el tercer lugar en el Campeonato de Pilotos detrás del dúo Ferrari de Rubens Barrichello y Michael Schumacher, que anotó su séptimo Campeonato Mundial.

## Resultados

### Fórmula 1
(Clave) (negrita indica pole position) (cursiva indica vuelta rápida)

| Año  | Motor            | Neu. | N.º | Pilotos       | 1   | 2   | 3   | 4   | 5   | 6   | 7   | 8   | 9   | 10  | 11  | 12  | 13  | 14  | 15  | 16  | 17  | 18  | Puntos | Pos. |
| ---- | ---------------- | ---- | --- | ------------- | --- | --- | --- | --- | --- | --- | --- | --- | --- | --- | --- | --- | --- | --- | --- | --- | --- | --- | ------ | ---- |
| 2004 | Honda RA004E V10 | M    |     |               | AUS | MYS | BHR | SMR | ESP | MON | EUR | CAN | USA | FRA | GBR | GER | HUN | BEL | ITA | CHN | JPN | BRA | 119    | 2º   |
| 2004 | Honda RA004E V10 | M    | 9   | Jenson Button | 6   | 3   | 3   | 2   | 8   | 2   | 3   | 3   | Ret | 5   | 4   | 2   | 5   | Ret | 3   | 2   | 3   | Ret | 119    | 2º   |
| 2004 | Honda RA004E V10 | M    | 10  | Takuma Satō   | 9   | 15  | 5   | 16  | 5   | Ret | Ret | Ret | 3   | Ret | 11  | 8   | 6   | Ret | 4   | 6   | 4   | 6   | 119    | 2º   |

- [1]